# Scutobelonium amorilens
Scutobelonium amorilens är en svampart som beskrevs av Graddon 1984. Scutobelonium amorilens ingår i släktet Scutobelonium, ordningen disksvampar, klassen Leotiomycetes, divisionen sporsäcksvampar och riket svampar.   Inga underarter finns listade i Catalogue of Life.